# Восточно-Европейский Институт психоанализа
Восто́чно-Европе́йский Институ́т психоана́лиза (сокр. ВЕИП) — негосударственное образовательное учреждение в Санкт-Петербурге, дающее образование в области психоанализа.
ВЕИП — первое высшее учебное заведение подобного профиля в России, реализующее полномасштабную психологическую и психоаналитическую подготовку, включая психоаналитическое образование, персональный психоаналитический тренинг (собственный анализ), а также супервизорскую поддержку начала практической деятельности.

Институт аккредитован не только надзорными органами образования, но и Американской ассоциацией по аккредитации в психоанализе (NAAP), Европейской конфедерацией психоаналитической психотерапии (ECPP), Российским психологическим обществом, Профессиональной психотерапевтической лигой (ППЛ) и рядом других авторитетных организаций.

## История
Институт основан в 1991 году. Первоначально назывался «Институт медико-психологических проблем психоаналитической ориентации», затем «Институт медико-психологических проблем (Институт психоанализа)».
В 1994 году переучреждён в качестве «Восточно-Европейского Института психоанализа» (ВЕИП). Ректор — Михаил Михайлович Решетников.
Инициатива создания и развития института была поддержана известными учеными города Санкт-Петербурга — профессорами М. С. Каганом, В. С. Лобзиным, Э. В. Соколовым, Г. Ф. Сунягиным, а также выдающимся российским ученым и общественным деятелем академиком Д. С. Лихачёвым.
Личное обращение академика Д. С. Лихачёва к Президенту РФ привело к тому, что в 1996 году Б. Н. Ельцин издал Указ, постановивший «Поддержать инициативу Восточно-Европейского Института психоанализа, одобренную Государственным комитетом Российской Федерации по высшему образованию, Минобразования, Министерством науки, Минздравом, РАН, РАО, РАМН, направленную на возрождение и развитие философского, клинического и прикладного психоанализа».
За время работы института в нём прошли подготовку и переподготовку более 2500 специалистов из всех стран СНГ и ряда других государств.
К 2011 году выпускниками Института создано более 70 психотерапевтических и консультативных центров в России и за её пределами, в том числе в Австралии, Голландии, Испании, США, Франции и других странах.
14 октября 2016 года Рособрнадзор лишил «Восточно-Европейский Институт психоанализа» государственной аккредитации. Петицию против его закрытия на сайте Change.org подписали более пяти тысяч человек.
Администрация института неоднократно подавала иски в суды разных инстанций на неправомерные действия со стороны Рособрнадзора. В настоящее время институт реализует программы второго высшего образования и дополнительного профессионального образования с выдачей диплома установленного образца.

## Образовательная деятельность
Комплексная психологическая и психоаналитическая подготовка специалиста включает в себя:
- психоаналитическое образование;
- персональный психоаналитический тренинг (собственный анализ);
- супервизорскую поддержку начала практической деятельности.

Обучение студентов проходит в следующих формах: очная, очно-заочная (вечерняя) и очно-заочная (с примененением дистанционных образовательных технологий). В институте можно получить второе высшее образование по направлению «Психология». В институт принимаются лица, имеющие диплом о высшем образовании. Продолжительность обучения от 1 года до 3 лет, обучение платное.
Для лиц, имеющих любое высшее образование, институт предлагает следующие образовательные программы:
- магистратура: направление — «Психология», профиль подготовки — «Психоанализ и консультативная психология»;
- бакалавриат (второе высшее образование): направление — «Психология», профиль подготовки — «Психоанализ»;
- дополнительное профессиональное образование по программам «Психологическое консультирование», «Семейное психологическое консультирование», «Теория и практика психологической работы с детьми и подростками».

Для лиц, имеющих высшее психологическое или медицинское образование, институт предлагает следующие образовательные программы:
- дополнительное профессиональное образование по программам «Психоанализ», «Клиническая психология».

При институте существует открытая специализированная психоаналитическая библиотека с читальным залом и электронным фондом, Музей сновидений Фрейда, включённый в каталоги Петербургских музеев, Санкт-Петербургский Центр психоанализа, выполняющий две функции: с одной стороны студенты в центре проходят свой собственный анализ и консультируются в ходе своей практической работы с более опытными, специально подготовленными коллегами, с другой — все желающие могут получить здесь квалифицированную психотерапевтическую помощь.

## Общественная деятельность
С 2003 года ВЕИП действует в качестве постоянного консультативного центра при Совете Федерации РФ и МЧС РФ. Институтом был также разработан ряд предложений для Администрации Президента РФ, в последующем реализованных в форме поручений президента Правительству РФ.
На базе института ежегодно проводится Ассамблея психотерапевтов и психологов-консультантов Санкт-Петербурга, очередные съезды психотерапевтов СЗФО и другие всероссийские и региональные профессиональные мероприятия.
Первый российский институт психоанализа получил широкое национальное и международное признание. В 2008 году ректор ВЕИП М. М. Решетников стал первым в истории психоанализа специалистом из России, избранным президентом международного профессионального сообщества — Европейской конфедерации психоаналитической психотерапии (Вена, Австрия), он также является членом правлений ведущих российских и международных профессиональных ассоциаций и редакционных коллегий ряда международных изданий.